# Fernando d'Alessio
Fernando Antonio d'Alessio Ipinza (Lima, 25 de marzo de 1944) es un vicealmirante de la Marina de Guerra del Perú, docente universitario y administrador peruano. Fue ministro de Educación del Perú durante el gobierno de Manuel Merino desde el 12 al 15 de noviembre de 2020. Anteriormente fue Ministro de Salud del Perú entre el 17 de septiembre de 2017 y el 9 de enero de 2018.

## Biografía
Estudió en el Colegio La Salle de la ciudad de Lima.
Ingresó a la Escuela Naval del Perú, en donde se graduó como Bachiller en Ciencias Marítimas y obtuvo la Espada de Honor.
Estudió Ingeniería Mecánica en la Escuela de Posgrado Naval de la Armada de los Estados Unidos, luego siguió una Maestría en Administración en la Salve Regina University de Rhode Island. Tiene un Doctorado en Administración de Empresas en la University of Phoenix en Arizona
Es graduado del Programa Avanzado de Administración del Harvard Business School y ha seguido un diplomado en Estudios Estratégicos en el Colegio de Guerra de la Armada de los Estados Unidos. De la misma manera, siguió estudios en el Babson College y en la Escuela de Negocios de Londres.
En la Marina de Guerra del Perú, fue director del Centro de Simulación Táctico, director de la Escuela Superior de Guerra Naval y director de la Escuela Naval. De la misma manera fue director general de Material y comandante general de Operaciones Navales
En 1997 fue nombrado representante permanente de Perú ante la Organización Marítima Internacional con sede en Londres, cargo que ocupó hasta 1999.
Fue miembro del Comité Especial para remover la corrupción.
Ha sido miembro del directorio de D’Onofrio S.A y SIMA Perú. Fue Presidente del Directorio de la Empresa de Transmisión Eléctrica Centro Norte (ETECEN).

### Ministro de Salud
El 17 de septiembre de 2017 fue nombrado como Ministro de Salud por el presidente Pedro Pablo Kuczynski, formando parte del gabinete presidido por Mercedes Aráoz. Tras la crisis política desatada por el pedido de vacancia presidencial y el indulto a Alberto Fujimori, dejó el cargo el 9 de enero de 2018, siendo reemplazado por Abel Salinas Rivas.

## Vida académica
Se ha desempeñado como profesor universitario, investigador y consultor internacional. Es profesor visitante de la Universidad de Miami en Florida, de la Escuela de Alta Dirección y Administración de Barcelona y del Instituto de Empresa de Madrid. 
Fue profesor de Ingeniería en la Escuela Naval del Perú, en la Escuela de Marina Mercante y en la Universidad del Callao.
Ha sido profesor de Administración de Operaciones, Administración Estratégica y Liderazgo en la Escuela Naval del Perú, en el Centro de Altos Estudios Nacionales, en la Escuela Superior de Administración de Negocios (ESAN), en la Universidad del Pacífico y en CENTRUM Católica.
Fue fundador y director general de CENTRUM Católica (Centro de Negocios de la Pontificia Universidad Católica del Perú) desde 2000 hasta junio del 2017. Y fue duramente cuestionado por su accionar contra profesores peruanos y extranjeros a quienes retenía parte de su salario bajo el argumento de "una deuda académica".

## Publicaciones
Nota: Esta es una lista de los tres trabajos científicos más citados del investigador; para revisar el listado completo revise el perfil del investigador en Google Scholar.
- El proceso estratégico. Un enfoque de gerencia (2015)
- Administración de las operaciones productivas. Un enfoque en procesos para la gerencia (2012)
- Planeamiento estratégico razonado. Aspectos conceptuales y aplicados (pp. 764). Lima: Pearson. (2014)